# 사시모노

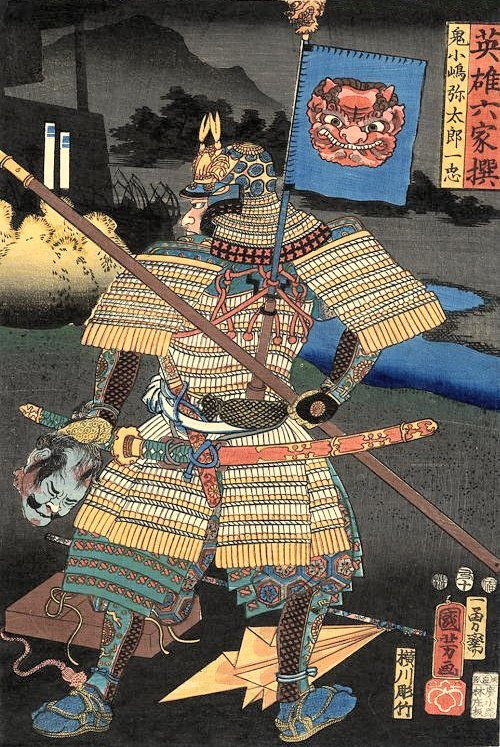

사시모노(指物, 差物, 挿物)는 봉건시대 일본에서 전투 중 식별을 위해 병사들이 착용했던 작은 깃발이다.

## 설명
사시모노 깃대는 흉갑(도우 또는 두) 뒤에 특별한 이음새로 부착되었다. 이것은 아시가루와 정예 사무라이 같은 일반 병사들에게 착용됐으며 몇 몇 기병 군마의 특수한 깃발꽂이에 장착됐다. 작은 국기와 닮은, 가문의 상징이 그려진 이 깃발은 15세기 중반부터 17세기 초반까지 일본의 오랜 내전 시기인 센고쿠 시대 동안 가장 유명했다.

## 유형
일본 갑옷의 거대한 다양성을 고려할 때, 사시모노는 군대에서 "제복"이라는 개념을 제공하기 위해 사용되었다. 많은 다양성이 존재했지만, 사시모노는 전형적으로 검은색과 흰색으로 이루어져 있었고 정사각형이나 짧은 직사각형 형태가 유행했다. 더 크고 채색된 변화는 지휘관이 착용한 넓고, 개인화되고, 사시모노적인 깃발인 우마지루시이다. 이와 비슷한 것은 거대한 전투에서 교전 방향을 통제하는 데에 쓰이고, 세울 때 보통 둘 또는 세 명이 필요한, 길이가 매우 넓고 폭이 좁은 노보리 깃발이었다.
(우마지루시와 노보리는 서구 스포츠 관중 중에서 일반적인 깃발에 대한 일본 버전으로서 오늘날의 스포츠 경기에서도 여전히 쓰이고 있다)

## 디자인
사시모노의 디자인은 보통 매우 간단한 기하학적인 형태였고 종종 지도자와 가문의 이름이나 가문의 몬, 또는 가문의 구호를 표현한 일본 문자가 같이 새겨넣어졌다. 깃발의 바탕 색깔은 착용자가 어느 군대의 병사에 속했는지 가리켜 주었으며 종종 군대에서의 다른 부대들은 깃발에 그들 자신들의 문양이나 상징을 새겨넣었다. 그러나 다이묘의 구호가 부대의 디자인이나 상징보다 더 일반적으로 사용되었는데, 전투가 자주 거대하고 난잡할 수 있기 때문이었다.  적으로부터 아군을 즉시 식별할 수 있다는 것은 전투에서 최고로 중요한 것이었다. 종종 명성이나 존경을 충분히 받는 정예 사무라이는 개인적인 디자인이나 부대의 깃발에 반하는 그들만의 사시모노를 가지고 있었다. 이 양식화된 디자인은 동시대 유럽 군대에 의해 활용된 정교한 문장 표시와 대비된다.

## 같이 보기
- 구로사와 아키라
- 문장학